# Беркутов, Ибрагим Белялович
Ибрагим Белялович Беркутов (1918, Калда, Сенгилеевский уезд, Симбирская губерния — 4 декабря 1943, Халепье, Киевская область) — Герой Советского Союза (13 ноября 1943 года), младший лейтенант, командир саперного взвода 616 отдельного саперного батальона 337 стрелковой дивизии 40 армии Воронежского фронта (командир батальона — Герой Советского Союза, майор Морковин М. В.).

## Биография
Ибрагим Белялович Беркутов родился в 1918 году в селе Калда (ныне — Барышского района Ульяновской области). Получив начальное образование, работал в колхозе. В Советской Армии с 1938 года, на фронте с июля 1943 года. Отличился в боях в районе села Хорошки (Полтавская область). 16 сентября 1943 года с группой сапёров подорвал дамбу и мост через реку Сула в тылу врага, лишив его свободы манёвра и возможности нанесения контратаки во фланг дивизии.
22 сентября 1943 года его взвод, под огнём противника, обеспечил быструю переброску бойцов и боеприпасов частей дивизии на правый берег Днепра в районе села Зарубенцы Каневского района Черкасской области, что способствовало закреплению захваченного плацдарма.
За мужество и героизм, проявленный при форсировании Днепра, младшему лейтенанту Беркутову Ибрагиму Беляловичу, Указом Президиума Верховного Совета СССР от 13 ноября 1943 года присвоено звание Героя Советского Союза.
Лейтенант И. Б. Беркутов погиб в бою 4 декабря 1943 года.
Похоронен на площади села Халепье Обуховского района Киевской области.

## Награды
Награждён орденом Ленина.

## Память

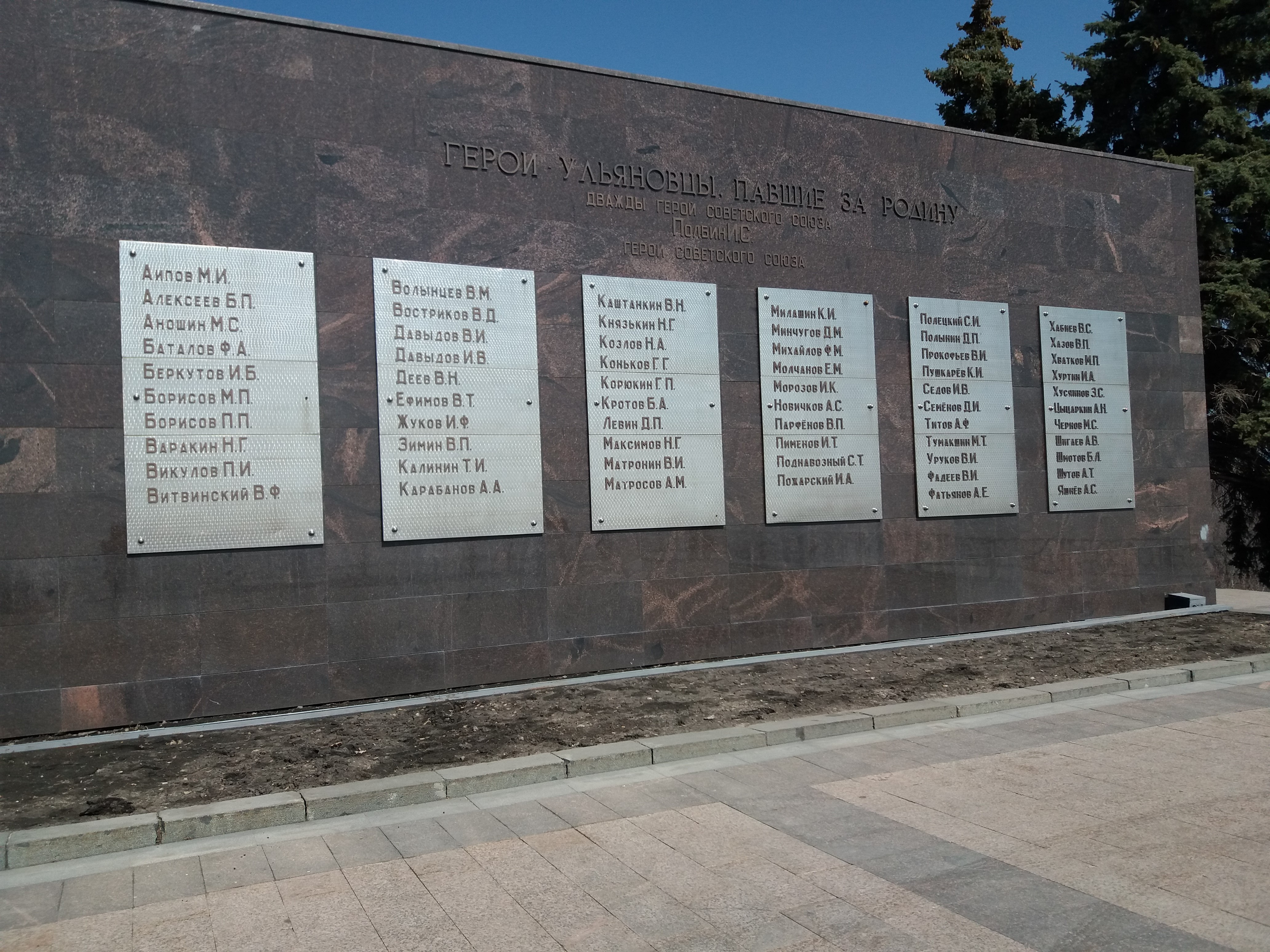
Стела с именами Героев (Ульяновск, пл. 30-летие Победы).

Его имя носят улицы в родном селе Калда, а также в селе Халепье Обуховского района Киевской области.
Имя И. Б. Беркутова высечено на Стеле монумента 30-летия Победы в Ульяновске.